# Roman Karakewycz
Roman Wasylowycz Karakewycz (ukr. Роман Васильович Каракевич; ur. 13 listopada 1981 w Szkle, w obwodzie lwowskim) – ukraiński piłkarz, grający na pozycji napastnika.

## Kariera piłkarska

### Kariera klubowa
W 2002 rozpoczął karierę piłkarską w klubie Sokił Złoczów, skąd następnego sezonu przeszedł do Rawy Rawa Ruska. Latem 2004 został zaproszony do pierwszoligowego Metałurha Zaporoże. Następnie występował w klubach Zoria Ługańsk, Obołoń Kijów i Wołyń Łuck. Latem 2007 został piłkarzem beniaminka Wyższej Lihi zespołu Naftowyk-Ukrnafta Ochtyrka. W lutym 2009 przeniósł się do Krywbasa Krzywy Róg. Rok później został wypożyczony do swego poprzedniego klubu z Ochtyrki.

## Sukcesy i odznaczenia

### Sukcesy indywidualne
- król strzelców Drugiej Lihi: 2003/04